# Obey
"Obey" é uma canção da banda de rock britânica Bring Me the Horizon e do cantor inglês Yungblud. Produzida pelo vocalista da banda Oliver Sykes e pelo tecladista Jordan Fish, foi lançado como o terceiro single de Post Human: Survival Horror em 2 de setembro de 2020.
"Obey" foi eleita a "Melhor Gravação do Ano" pela DJ e locutora da BBC Radio 1 Annie Mac em 2020.

## Promoção e lançamento
Em maio de 2020, Yungblud postou um tweet enigmático pedindo a Oliver Sykes e Jordan Fish para verificar suas caixas de entrada. Isso levou a várias especulações e provocações sobre uma colaboração entre a banda e o cantor. Sykes revelou mais tarde que a banda e Yungblud "têm algo por vir". A faixa foi anunciada oficialmente quando Sykes postou um código QR que levava a um site com um trecho do videoclipe.
Uma semana antes do lançamento de "Obey", os dois artistas revelaram fotos promocionais para a colaboração, que mostravam Sykes e Yungblud seminus e cobertos de sangue, apresentando a legenda: "u ain't ready" (vc não está pronto).

## Composição e letra
"Obey" foi descrita como metal industrial "massivo, que convoca e dobra gêneros", nu metal, metal alternativo, metal eletrônico, pop metal, pop punk e uma canção de hard rock, incluindo elementos de electronic dance music e rave music. Foi escrita e composto por Oliver Sykes, Jordan Fish e Yungblud durante os tempos de quarentena para a pandemia de COVID-19. A letra fala sobre a opressão que as pessoas sofrem por causa dos líderes mundiais e políticos. É escrito principalmente do ponto de vista do opressor, como Sykes disse à Forbes:

"Foi escrita em abril, maio deste ano, e foi bem inspirado por tudo que está acontecendo, e muito pelo lado do opressor. Acho que todos foram parados em suas trilhas e acho que muitas pessoas estão percebendo que talvez as pessoas no comando não estejam cuidando dos nossos melhores interesses. A maneira como recebemos notícias traumáticas e devastadoras diariamente, acho que os poderes constituídos ou como você quiser chamá-los, eles ficaram muito bons em nos deixar insensíveis a essas informações, e temos andado como sonâmbulos por um tempo em que sabemos que todas essas coisas horríveis estão acontecendo, porém não fazemos nada a respeito."

## Videoclipe
O videoclipe de "Obey" foi lançado no mesmo dia do single. Dirigido pelo próprio Sykes, o vídeo apresenta dois robôs gigantes que se parecem com um híbrido Power Ranger/Transformer, ambos controlados por Sykes e Yungblud. Antes do confronto, os dois robôs dançam e depois se envolvem em uma luta onde o robô controlado por Yungblud derruba o outro robô. Quando o robô controlado por Sykes se levanta, os dois parecem perder o controle de seus respectivos robôs, que então se beijam e caminham em direção ao pôr do sol.
A canção ultrapassou 1 milhão de visualizações nas primeiras 24 horas após estrear no YouTube. Em sua primeira semana, o videoclipe da música alcançou 4,4 milhões de visualizações.

## Créditos
Créditos adaptados do Tidal.
Bring Me the Horizon
- Oliver Sykes – vocais principais, produção, engenharia
- Lee Malia – guitarra
- Jordan Fish – teclados, programação, percussão, vocais de apoio, produção, engenharia
- Matt Kean – baixo
- Matt Nicholls – bateria

Músicos adicionais
- Yungblud – vocais
- Mick Gordon – percussão, sintetizador, produção adicional
- Jordan Baggs – vocais de apoio
- Luke Burywood – vocais de apoio
- Clayton Deakin – vocais de apoio
- Tom Millar – vocais de apoio
- Giles Stelfox – vocais de apoio
- Sam Winfield – vocais de apoio
- Chris Athens – masterização
- Zakk Cervini – mixagem, gravação
- Carl Brown – gravação

## Na cultura popular
Em 2021, "Obey" foi usada como música tema do NXT TakeOver: Vengeance Day PPV da WWE.

## Paradas
| Parada (2020)                                           | Posição de pico |
| ------------------------------------------------------- | --------------- |
| Australia (ARIA)                                        | 99              |
| New Zealand Hot Singles (RMNZ)                          | 29              |
| Escócia (Scottish Singles Chart)                        | 31              |
| Reino Unido (UK Singles Chart)                          | 37              |
| Reino Unido (OCC UK Rock and Metal)                     | 1               |
| Estados Unidos (Billboard Digital Song Sales)           | 49              |
| Estados Unidos (Billboard Hot Rock & Alternative Songs) | 21              |